# Ельцово (Московская область)
Ельцово — деревня в Клинском районе Московской области, в составе Зубовского сельского поселения. Население — 11 чел. (2010). До 2006 года Ельцово входило в состав Зубовского сельского округа.
Деревня расположена в восточной части района, примерно в 11 км к востоку от райцентра Клин, по левому берегу реки Лутосня (правый приток Сестры), высота центра над уровнем моря 164 м. Ближайшие населённые пункты — Меленки и Соколово на юго-западе и Струбково на северо-востоке.
По некоторым данным в Ельцово находилась усадьба Волконских.

## Население
| 2002 | 2006 | 2010 |
| ---- | ---- | ---- |
| 18   | ↘9   | ↗11  |